# پیلیپ کوزیتسکیف
پیلیپ کوزیتسکیف (اوکراینی: Пилип Омелянович Козицький؛ ۲۳ نوامبر ۱۸۹۳ – ۲۷ آوریل ۱۹۶۰) آهنگساز، و مربی موسیقی اهل امپراتوری روسیه بود.
وی همچنین برندهٔ جوایزی همچون نشان پرچم سرخ کار و نشان لنین شده‌است.